# Segona divisió espanyola de futbol 1940-1941
Resum de l'activitat de la temporada 1940-1941 de la Segona divisió espanyola de futbol.

## Grup 1

### Clubs participants
| Club                      | Ciutat        | Estadi        |
| ------------------------- | ------------- | ------------- |
| Arenas Club               | Getxo         | Ibaiondo      |
| Real Avilés CF            | Avilés        | Las Arobias   |
| Barakaldo-Oriamendi       | Barakaldo     | Lasesarre     |
| RCD La Coruña             | La Corunya    | Riazor        |
| Club Ferrol               | Ferrol        | Inferniño     |
| Real Gijón                | Gijón         | El Molinón    |
| CA Osasuna                | Pamplona      | San Juan      |
| Reial Societat            | Sant Sebastià | Atotxa        |
| Real Unión Club           | Irun          | Stadium Gal   |
| UD Salamanca              | Salamanca     | El Calvario   |
| Real Santander SD         | Santander     | El Sardinero  |
| Real Valladolid Deportivo | Valladolid    | José Zorrilla |

### Classificació
| Pos | Equip                         | PJ | PG | PE | PP | GF | GC | DG  | Pts | Classificació o descens   |
| --- | ----------------------------- | -- | -- | -- | -- | -- | -- | --- | --- | ------------------------- |
| 1   | Reial Societat (O, P)         | 22 | 16 | 2  | 4  | 81 | 40 | +41 | 34  | Promoció d'ascens         |
| 2   | Deportivo de La Coruña (O, P) | 22 | 14 | 5  | 3  | 75 | 26 | +49 | 33  | Promoció d'ascens         |
| 3   | Real Gijón                    | 22 | 13 | 3  | 6  | 54 | 40 | +14 | 29  |                           |
| 4   | Ferrol                        | 22 | 11 | 4  | 7  | 49 | 38 | +11 | 26  |                           |
| 5   | CA Osasuna                    | 22 | 11 | 2  | 9  | 44 | 45 | −1  | 24  |                           |
| 6   | Real Santander                | 22 | 9  | 4  | 9  | 42 | 40 | +2  | 22  |                           |
| 7   | UD Salamanca                  | 22 | 6  | 6  | 10 | 38 | 48 | −10 | 18  |                           |
| 8   | Arenas                        | 22 | 8  | 2  | 12 | 28 | 47 | −19 | 18  |                           |
| 9   | Real Unión                    | 22 | 6  | 5  | 11 | 37 | 58 | −21 | 17  |                           |
| 10  | Reial Valladolid              | 22 | 7  | 2  | 13 | 40 | 63 | −23 | 16  |                           |
| 11  | Barakaldo-Oriamendi (O)       | 22 | 5  | 6  | 11 | 40 | 57 | −17 | 16  | Promoció de descens       |
| 12  | Real Avilés (R)               | 22 | 2  | 7  | 13 | 28 | 54 | −26 | 11  | Descens a Tercera Divisió |

### Resultats
| Casa \ Fora         | ARE | AVI | BAR | DEP | FER | GIJ | OSA | RSO | RUN | SAL | SAT | VLL  |
| ------------------- | --- | --- | --- | --- | --- | --- | --- | --- | --- | --- | --- | ---- |
| Arenas              | —   | 1–1 | 3–2 | 2–1 | 2–1 | 0–2 | 4–0 | 1–2 | 3–0 | 2–3 | 1–0 | 5–3  |
| Real Avilés         | 1–2 | —   | 0–1 | 2–5 | 0–1 | 1–1 | 1–1 | 0–2 | 1–1 | 3–3 | 1–0 | 2–1  |
| Barakaldo-Oriamendi | 2–0 | 4–1 | —   | 2–2 | 1–1 | 6–1 | 3–5 | 3–3 | 3–3 | 2–1 | 2–2 | 2–3  |
| Deportivo La Coruña | 7–0 | 7–0 | 9–0 | —   | 2–0 | 3–1 | 6–2 | 2–2 | 3–1 | 3–1 | 7–0 | 2–1  |
| Ferrol              | 2–0 | 4–2 | 4–0 | 1–1 | —   | 1–3 | 6–3 | 4–2 | 2–3 | 4–1 | 2–1 | 5–2  |
| Real Gijón          | 4–0 | 5–4 | 2–1 | 1–3 | 3–2 | —   | 2–1 | 4–0 | 4–3 | 2–2 | 3–0 | 1–3  |
| CA Osasuna          | 2–0 | 3–2 | 1–1 | 0–4 | 1–3 | 3–1 | —   | 1–2 | 6–1 | 2–0 | 0–2 | 3–1  |
| Reial Societat      | 4–1 | 3–2 | 4–1 | 4–2 | 5–1 | 2–1 | 0–2 | —   | 6–2 | 3–1 | 7–2 | 14–2 |
| Real Unión          | 0–0 | 5–1 | 4–1 | 2–0 | 1–3 | 1–5 | 1–3 | 1–6 | —   | 0–0 | 0–3 | 0–3  |
| UD Salamanca        | 4–0 | 4–2 | 3–1 | 1–1 | 0–0 | 0–0 | 1–3 | 1–2 | 3–5 | —   | 1–5 | 6–1  |
| Real Santander      | 2–0 | 0–0 | 3–2 | 2–2 | 1–1 | 2–5 | 4–0 | 3–2 | 0–1 | 7–1 | —   | 3–1  |
| Reial Valladolid    | 4–1 | 0–0 | 2–0 | 1–3 | 4–1 | 2–3 | 0–2 | 3–6 | 2–2 | 0–1 | 1–0 | —    |

## Grup 2

### Clubs participants
| Club                 | Ciutat               | Estadi              |
| -------------------- | -------------------- | ------------------- |
| CF Badalona          | Badalona             | Avinguda de Navarra |
| Real Betis Balompié  | Sevilla              | Heliópolis          |
| Cadis CF             | Cadis                | La Mirandilla       |
| Cartagena CF         | Cartagena            | El Almarjal         |
| CE Castelló          | Castelló de la Plana | Camp del Sequiol    |
| CD Córdoba           | Còrdova              | América             |
| Girona CF            | Girona               | Vista Alegre        |
| Granada CF           | Granada              | Los Cármenes        |
| UE Llevant-Gimnàstic | València             | Vallejo             |
| CD Malacitano        | Màlaga               | Baños del Carmen    |
| CD Sabadell FC       | Sabadell             | Creu Alta           |
| Xerez Club           | Jerez de la Frontera | Domecq              |

### Classificació
| Pos | Equip              | PJ | PG | PE | PP | GF | GC | DG  | Pts | Classificació o descens   |
| --- | ------------------ | -- | -- | -- | -- | -- | -- | --- | --- | ------------------------- |
| 1   | CE Castelló (O, P) | 22 | 14 | 3  | 5  | 64 | 34 | +30 | 31  | Promoció d'ascens         |
| 2   | Granada CF (O, P)  | 22 | 13 | 4  | 5  | 43 | 21 | +22 | 30  | Promoció d'ascens         |
| 3   | Llevant-Gimnàstic  | 22 | 13 | 3  | 6  | 59 | 35 | +24 | 29  |                           |
| 4   | Girona FC          | 22 | 12 | 2  | 8  | 44 | 28 | +16 | 26  |                           |
| 5   | Malacitano         | 22 | 10 | 5  | 7  | 45 | 34 | +11 | 25  |                           |
| 6   | Xerez Club         | 22 | 9  | 5  | 8  | 32 | 38 | −6  | 23  |                           |
| 7   | Reial Betis        | 22 | 10 | 3  | 9  | 45 | 33 | +12 | 23  |                           |
| 8   | Cadis CF           | 22 | 9  | 3  | 10 | 46 | 34 | +12 | 21  |                           |
| 9   | CE Sabadell        | 22 | 8  | 4  | 10 | 37 | 43 | −6  | 20  |                           |
| 10  | Cartagena CF       | 22 | 7  | 5  | 10 | 41 | 51 | −10 | 19  |                           |
| 11  | CD Córdoba (R)     | 22 | 3  | 3  | 16 | 27 | 69 | −42 | 9   | Promoció de descens       |
| 12  | CF Badalona (R)    | 22 | 3  | 2  | 17 | 21 | 84 | −63 | 8   | Descens a Tercera Divisió |

### Resultats
| Casa \ Fora       | BAD | BET | CÁD | CAR | CAS | CÓR | GER | GRA | LEV | MLC | SAB | XER |
| ----------------- | --- | --- | --- | --- | --- | --- | --- | --- | --- | --- | --- | --- |
| CF Badalona       | —   | 1–0 | 1–0 | 3–4 | 1–9 | 2–1 | 2–3 | 1–3 | 0–4 | 2–2 | 0–0 | 0–1 |
| Reial Betis       | 9–1 | —   | 1–1 | 4–0 | 2–0 | 4–1 | 4–3 | 3–0 | 1–1 | 1–0 | 3–2 | 1–1 |
| Cadis CF          | 4–1 | 0–1 | —   | 3–0 | 4–2 | 6–0 | 3–1 | 1–2 | 1–1 | 4–1 | 4–0 | 2–3 |
| Cartagena CF      | 6–0 | 3–1 | 4–2 | —   | 1–2 | 3–1 | 2–1 | 0–0 | 2–3 | 1–2 | 3–4 | 2–4 |
| CE Castelló       | 6–0 | 3–0 | 2–1 | 3–3 | —   | 5–2 | 4–2 | 1–0 | 6–4 | 6–0 | 1–0 | 3–0 |
| CD Córdoba        | 4–2 | 2–1 | 2–5 | 3–1 | 2–2 | —   | 1–1 | 1–3 | 0–3 | 0–2 | 1–2 | 1–3 |
| Girona FC         | 1–0 | 1–0 | 2–0 | 4–0 | 3–1 | 6–1 | —   | 1–1 | 2–0 | 4–0 | 1–0 | 3–0 |
| Granada CF        | 8–0 | 3–0 | 2–1 | 1–1 | 3–0 | 2–1 | 1–0 | —   | 2–2 | 0–1 | 4–0 | 3–0 |
| Llevant-Gimnàstic | 6–3 | 3–2 | 0–1 | 6–0 | 4–2 | 6–1 | 4–3 | 1–0 | —   | 3–0 | 3–0 | 1–2 |
| Malacitano        | 7–1 | 3–5 | 3–0 | 0–1 | 2–2 | 4–0 | 2–1 | 3–0 | 3–0 | —   | 2–2 | 7–0 |
| CE Sabadell       | 3–0 | 3–2 | 4–2 | 2–2 | 0–3 | 5–1 | 0–1 | 1–2 | 3–2 | 1–1 | —   | 3–0 |
| Xerez Club        | 3–0 | 1–0 | 1–1 | 2–2 | 0–1 | 1–1 | 2–1 | 2–3 | 1–2 | 0–0 | 5–2 | —   |

## Promoció d'ascens

### Classificació
| Pos | Equip                         | PJ | PG | PE | PP | GF | GC | DG | Pts | Classificació o descens  |
| --- | ----------------------------- | -- | -- | -- | -- | -- | -- | -- | --- | ------------------------ |
| 1   | Granada CF (C, P)             | 6  | 4  | 0  | 2  | 10 | 10 | 0  | 8   | Ascens a Primera Divisió |
| 2   | Reial Societat (P)            | 6  | 3  | 0  | 3  | 15 | 11 | +4 | 6   | Ascens a Primera Divisió |
| 3   | Deportivo de La Coruña (O, P) | 6  | 3  | 0  | 3  | 15 | 11 | +4 | 6   | Segona promoció d'ascens |
| 4   | CE Castelló (O, P)            | 6  | 2  | 0  | 4  | 9  | 17 | −8 | 4   | Segona promoció d'ascens |

### Resultats
| Casa \ Fora         | CAS | DEP | GRA | RSO |
| ------------------- | --- | --- | --- | --- |
| CE Castelló         | —   | 3–0 | 0–1 | 3–0 |
| Deportivo La Coruña | 6–0 | —   | 3–1 | 3–4 |
| Granada CF          | 3–2 | 1–3 | —   | 2–1 |
| Reial Societat      | 7–1 | 2–0 | 1–2 | —   |

### Segona promoció d'ascens
| 2 de maig de 1941 | CE Castelló                            | 3-2     | Reial Saragossa            | Madrid                      |  |
|                   | Basilio 5' · Arnau 20' · Hernández 84' | Informe | Vilanova 39' · Ameztoy 80' | Chamartín · González Díaz · |  |

| 4 de maig de 1941 | Deportivo de La Coruña     | 2-1     | Reial Múrcia | Madrid                |  |
|                   | Chacho 77' · Guimerans 95' | Informe | Tito 33'     | Vallecas · Escartín · |  |

## Promoció de descens
| 4 de maig de 1941 | Barakaldo-Oriamendi        | 4-3 | Langreano                         | Santander              |  |
|                   | Gárate 26', 76', 96', 100' |     | Zamora 19' · Rada 61' · Gito 119' | El Sardinero · Antón · |  |

| 15 de maig de 1941 | CD Córdoba | 1-2 | Elx CF | Madrid      |  |
|                    |            |     |        | Chamartín · |  |

## Resultats finals
- Campió: Granada CF.
- Ascens a Primera divisió: Granada CF, Reial Societat, Deportivo de La Coruña i CE Castelló.
- Descens a Segona divisió espanyola de futbol: Reial Saragossa i Reial Múrcia.
- Ascens a Segona divisió: Deportivo Alavés, Ceuta Sport, CD Constancia, Elx CF i Ferroviaria de Madrid.
- Descens a Tercera divisió: RCD Córdoba, Real Avilés CF i CF Badalona.